# 北里貞之
北里 貞之（きたざと さだゆき、1857年3月4日（安政4年2月9日） - 1928年（昭和3年））は日本の裁判官、弁護士。元・大審院判事。

## 略歴
1857年（安政4年2月9日）、熊本藩士北里一格の長男として生まれる。東京法学校（現・法政大学）で学び、1887年（明治20年）に判事検事登用試験に合格する。1890年（明治23年）に北里崎次郎の養子となる。
福島地方裁判所判事、宮崎地方裁判所長、大分地方裁判所長、鹿児島地方裁判所長を経て、1919年（大正8年）に大審院判事に就任する。正五位勲四等。

## 参考
- 『人事興信録 第4版』（人事興信所）
- 『官報』（1919年7月14日）
- 『法学志林 第21巻』（法政大学、1919）